# 간접금융

간접금융(間接金融, indirect finance)은 기업이 사업을 경영함에 있어서 금융기관으로부터 차입(借入)을 하여 그 차입금에 의해 설비하든가 원재료라든가 노동력을 구입하는 것을 말한다. 즉, 개인 투자인이 금융 기관에 예저금을 하고 금융 기관이 이 자금으로 대부하거나 발행하는 주식을 사서 기업에 투자하는 경우를 말한다. 반의어는 직접금융이다.

## 같이 보기
- 직접금융